# 말리크 무함마드 자야시
말리크 무함마드 자야시 (1477–1542) 인도의 힌디 시인으로 회교 신비주의 작가군의 최고봉이다. 다수의 작품을 남겼으나 <파드마바트>(1520-1540)에 의해 불후의 명성을 얻었다. 다른 작가들과 마찬가지로, 신(여성, 왕녀 파드마바티)을 찾(求)는 신도(남성, 왕)가 중도에서 겪는 고난을 구르(師)의 원조에 의해 극복함을 서술하고, 결혼 후도 고난의 연속으로 왕은 전사하고 왕비는 분사(焚死)한다는 내용의 이야기 시인데, 왕비를 찾아 헤매는 부분을 인도의 민화(民話) 중에서, 결혼 후의 부분을 역사에서 취재하여 힌두 교도에게도 친근하기 쉽도록 꾸며져 있는 것이 특징이다.